# Ma ma
Ma ma es una película de drama española dirigida por Julio Medem, producida por Morena Films y protagonizada por Penélope Cruz, Luis Tosar, Asier Etxeandia, Teo Planell, Silvia Abascal, Mónica Sagrera, Àlex Brendemühl y Ciro Miró, cuyo estreno se produce el 11 de septiembre de 2015 en los cines españoles.

## Sinopsis
La película cuenta la historia de Magda, una maestra en paro que tras ser diagnosticada de cáncer de mama reacciona sacando a la superficie toda la vida que lleva dentro, desde lo imaginable a lo inimaginable. Su lucha valiente y optimista hará posible que ella y su entorno más íntimo vivan insospechadas escenas de humor y delicada felicidad.

## Reparto
| Intérprete           | Personaje                  |
| -------------------- | -------------------------- |
| Penélope Cruz        | Magda                      |
| Luis Tosar           | Arturo                     |
| Asier Etxeandia      | Julián                     |
| Teo Planell          | Daniel                     |
| Àlex Brendemühl      | Raúl                       |
| Anna Jiménez         | Natasha                    |
| Elena Carranza       | Presentadora de Televisión |
| Nico de Vicente      | Presentador de Televisión  |
| Silvia Abascal       | Enfermera Quimioterapia    |
| Miguel Mota          | Médico UCI                 |
| Virginia Ávila       | Enfermera UCI              |
| Javier Martos        | Enfermero Mayor            |
| Anabel Maurín        | Radióloga                  |
| Samuel Viyuela       | Enfermero Joven            |
| Mónica Sagrera       | Tía Sofía                  |
| Laura Prats          | Doble de luces             |
| Jonathan Guttmann    | Camarero                   |
| Jon Kortajarena      |                            |
| Ciro Miró            |                            |
| Natalia Silva        | Chica en el bar            |
| Manuel Toro          | Figuracion Especial        |
| Jon Urrutia          | Hombre bello 1             |
| Juan Antonio Estévez | Visitante                  |
| Marta Galindo        | Extra                      |
| Mónica Sagrera       | Tía Sofía                  |

## Palmarés
30ª edición de los Premios Goya
| Categoría                                  | Nominados                                     | Resultado |
| ------------------------------------------ | --------------------------------------------- | --------- |
| Mejor interpretación femenina protagonista | Penélope Cruz                                 | Nominada  |
| Mejor música original                      | Alberto Iglesias                              | Nominado  |
| Mejor maquillaje y peluquería              | Ana Lozano Fito Dellibarda Massimo Gattabrusi | Nominados |

#### Premios Platino[2]
| Año  | Categoría                     | Nominados        | Resultado |
| ---- | ----------------------------- | ---------------- | --------- |
| 2016 | Mejor Interpretación Femenina | Penélope Cruz    | Nominada  |
| 2016 | Mejor Música Original         | Alberto Iglesias | Nominado  |

3ª edición de los Premios Feroz
| Categoría                 | Persona          | Resultado |
| ------------------------- | ---------------- | --------- |
| Mejor actriz protagonista | Penélope Cruz    | Nominada  |
| Mejor música original     | Alberto Iglesias | Nominado  |

21.ª edición Premio Cinematográfico José María Forqué
| Categoría                     | Nominados     | Resultado |
| ----------------------------- | ------------- | --------- |
| Mejor interpretación femenina | Penélope Cruz | Nominada  |

71.ª edición de los premios del Círculo de Escritores Cinematográficos
| Categoría              | Nominados        | Resultado |
| ---------------------- | ---------------- | --------- |
| Mejor dirección        | Julio Medem      | Nominada  |
| Mejor actriz           | Penélope Cruz    | Nominada  |
| Mejor actor secundario | Luis Tosar       | Nominada  |
| Mejor guion original   | Julio Medem      | Nominada  |
| Mejor música           | Alberto Iglesias | Nominada  |